# Гундич, Игорь Петрович
Игорь Петрович Гундич (укр. Ігор Петрович Гундич; род. 28 декабря 1975 год) — украинский государственный деятель, председатель Житомирской областной государственной администрации (2016—2019).

## Биография
Родился 28 декабря 1975 года в селе Буряки Бердичевского района Житомирской области.
В 1995 году окончил Житомирский агротехнический колледж по специальности «механизация сельского хозяйства». В 2001 году окончил Житомирский инженерно-технологический институт по специальности «Менеджмент организаций» и получил квалификацию менеджера-экономиста.
С марта 2003 года по февраль 2004 года работал на частном предприятии «Южное» в селе Буряки Бердичевского района Житомирской области, с июля 2005 года по май 2006 года был руководителем исполнительного комитета Житомирской городской организации партии Народный союз «Наша Украина», с мая 2006 года по ноябрь 2010 года — заместитель главы Житомира по вопросам деятельности исполнительных органов совета.
С октябре 2012 года по апрель 2016 года являлся директором ООО «Элитное» в селе Буряки Бердичевского района Житомирской области.
С 29 апреля 2016 года был заместителем председателя Житомирской областной государственной администрации, 1 сентября 2016 года назначен временно исполняющим обязанности председателя Житомирской ОГА, с 27 октября 2016 по 24 июня 2019 года занимал должность председателя Житомирской ОГА.